# Phyciodes macyi
Phyciodes macyi är en fjärilsart som beskrevs av Kenneth Fender 1930. Phyciodes macyi ingår i släktet Phyciodes och familjen praktfjärilar. Inga underarter finns listade i Catalogue of Life.